# Herräng Dance Camp

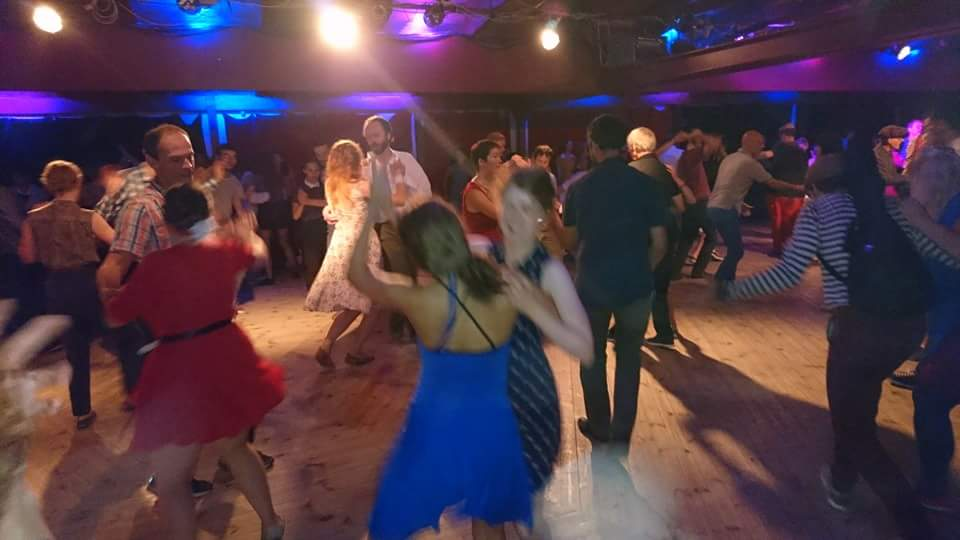
En av många swingdanskvällar i Herräng under Herräng Dance Camp 2016.

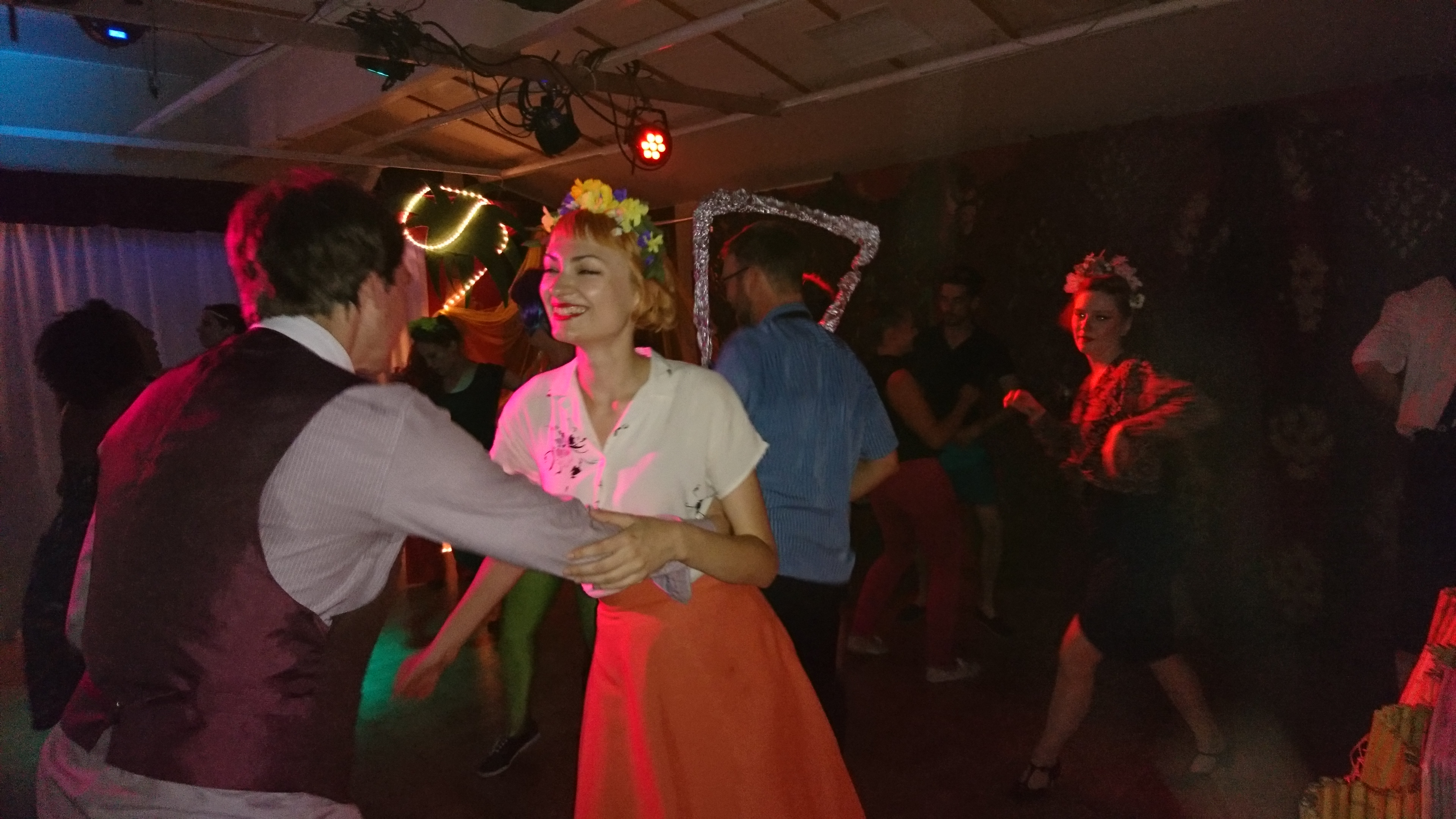
Socialdans i Herräng 2016.

Herräng Dance Camp är ett årligt återkommande internationellt swingdansläger i Herräng norr om Norrtälje. Det är världens största lindy hop-läger.
Lägret pågår fem sommarveckor, och deltagare kommer från hela världen. Förutom lindy hop dansas besläktade danser såsom boogie woogie, stepp och balboa.

## Historik
Lägret startades 1982 och var då ett svenskt swingdansläger men i början av 1990-talet blev det internationellt. Bland annat översattes officiella broschyrer till engelska. Omkring 1995 var majoriteten av deltagarna från utlandet istället för som tidigare svenskar.